# Torre Avalanz
La Torre Avalanz, conocida anteriormente como Torre Dataflux y posteriormente como Torre CNCI, fue el edificio más alto de San Pedro Garza García, Nuevo León. En el 2000 se convirtió en el rascacielos más alto de San Pedro Garza García, el segundo del área metropolitana de Monterrey y el octavo más alto de México, detrás de la Torre Mayor, el Hotel Riu Plaza Guadalajara, la Torre Pemex, Torre Altus, Torre WTC, Torre Ciudadana y Torre Aura Altitude. Es actualmente uno de los edificios más conocidos y modernos de Monterrey.
Se dice que es un edificio colgante, pues las losas se encuentran suspendidas por medio de cables tensores sujetos a tres marcos metálicos (mega marcos) soportados en dos torres de hormigón.

## Dimensiones
- Su altura es de 167 metros y cuenta con 43 pisos.
- El área total del edificio es de 67,000 m².

## Historia de la torre
- La construcción fue iniciada en febrero de 1998 con una inversión de 34 millones de dólares y fue terminada en el 2000. El diseño estuvo a cargo de Fomento Inmobiliario Omega, al frente del cual estaban los arquitectos Roberto García, Agustín Landa Vértiz y el Lic. Ignacio Landa, bajo el nombre de Landa García Landa.[3]
- Los creadores de esta obra obtuvieron el Premio Diseño Arquitectónico de Edificaciones dentro del Premio de Obras Cemex en 2001.
- Antes de que terminara su construcción, muchos lo llamaban "el edificio que está siendo construido al revés" o "las botellas" por la forma de las dos paredes de hormigón donde estarían ubicados los elevadores y las escaleras.
- En julio de 2005, la Universidad CNCI adquirió los derechos del nombre de la entonces llamada Torre Dataflux para ubicar su rectoría.

## Detalles importantes
- Su uso es mixto. Cuenta con un restaurante en la planta baja, las primeras dos secciones son de oficinas y la sección superior tiene 16 departamentos.
- Su estacionamiento subterráneo tiene 831 cajones.
- Se encuentra a un lado de la Torre Comercial América y el hotel Camino Real Monterrey.
- Es considerado de los primeros edificios inteligentes en el área metropolitana de Monterrey.

## Edificio inteligente
- El edificio cuenta con una manejadora de aire automática en cada nivel para surtir.
- El edificio cuenta con los siguientes sistemas:
  - Sistema de generación y distribución de agua helada ahorrador de energía.
  - Sistema de volumen variable de aire (unidades manejadoras de aire y preparaciones de ductos de alta velocidad en cada nivel de oficinas).
  - Sistema de extracción en sanitarios generales en cada nivel de oficinas.
  - Sistema de ventilación mecánica de aire automático en estacionamientos.
  - Sistema de extracción mecánica en el cuarto de basura.
  - Sistema de acondicionamiento de aire automático tipo minisplit para cuarto de control, administración, venta y sala de juntas.
- Es considerado un edificio inteligente, debido a que el sistema de luz es controlado por un sistema llamado B3, al igual que el de la Torre Mayor, Torre Ejecutiva Pemex, World Trade Center México, Torre Altus, Torre Arcos Bosques I, Torre Arcos Bosques II, Torre Latinoamericana, Edificio Reforma 222 Torre 1, Haus Santa Fe, Edificio Reforma Avantel, Residencial del Bosque 1, Residencial del Bosque 2, Reforma 222 Centro Financiero, Torre HSBC, Panorama Santa Fe, City Santa Fe Torre Amsterdam, Santa Fe Pads, St. Regis Hotel & Residences, Torre Lomas, entre otros.

### Sistema de detección de incendios
La torre cuenta con sistemas de detección y extinción de incendios automáticos. Todas las áreas comunes, incluyendo los sótanos de estacionamiento, cuentan con un sistema de rociadores y detectores de humo conectados al sistema central inteligente del edificio. Además, como complemento del sistema, se instalaron gabinetes con manguera y un extintor de polvo químico seco tipo ABC de 6 kg. 

### Sistema de extracción de humos
En el cuarto se instalaron:
- Una bomba jockey para mantener la presión.
- Una bomba con motor eléctrico para el servicio normal.
- Una bomba con motor de combustión interna para el servicio de emergencia.

Todos los tableros y accesorios para el funcionamiento de los equipos contra incendio son totalmente automáticos y están conectados al sistema inteligente de la torre.

## Datos clave
- Altura: 167 m
- Espacio de oficinas: 67,000 m²
- Condición: En uso
- Número de elevadores: 17, cinco de ellos son de alta velocidad, se mueven a una velocidad de 6.5 metros por segundo.
- Número de plantas: 43 pisos
- Estructura de hormigón reforzado con:
  - 25,000 metros cúbicos de hormigón
  - 19,000 toneladas de acero estructural y de refuerzo
- Rango (mayo de 2016):
  - En San Pedro Garza García: 2° lugar
  - En el área metropolitana de Monterrey: 4° lugar
  - En México: 16° lugar
  - En Latinoamérica (2011): 43° lugar[4]